# 青木康直
青木 康直（あおき やすなお、1960年2月27日 -）は、日本の男性アニメーター、アニメ演出家・監督。静岡県磐田市出身。静岡県立二俣高等学校卒。血液型はB型。

## 来歴
高校卒業後、テレコム・アニメーションフィルムに入社。『ルパン三世 (TV第2シリーズ)』『宝島』『じゃりン子チエ』『太陽の使者 鉄人28号』などで動画マンを務めた後テレコムを退社し、スタジオディーン（以下、ディーン）へ移籍。
ディーンでは『うる星やつら』『銀河漂流バイファム』などの原画を担当した後演出家に転向し、『プロゴルファー猿』『新・プロゴルファー猿』『ビリ犬』『機動警察パトレイバー（TV版）』など、数々のテレビアニメで演出を担当した。
1990年頃にディーンを退社してからは、フリーランスの演出家として『絶対無敵ライジンオー』や『覇王大系リューナイト』など、サンライズ作品を中心に活躍した。
ディーン制作の『六門天外モンコレナイト』で監督デビューし、以降サンライズの『犬夜叉』や『焼きたて!!ジャぱん』などの監督を歴任した。

## 参加作品

### テレビアニメ
1977年
- ルパン三世 (TV第2シリーズ)（1977年 - 1980年、動画）

1978年
- 宝島（1978年 - 1979年、動画）

1980年
- 太陽の使者 鉄人28号（1980年 - 1981年、動画）

1981年
- うる星やつら（1981年 - 1986年、原画）

1983年
- 銀河漂流バイファム（1983年 - 1984年、原画）

1985年
- プロゴルファー猿（1985年 - 1988年、絵コンテ・演出）

1986年
- めぞん一刻（1986年 - 1988年、原画）

1988年
- 新・プロゴルファー猿（絵コンテ・演出）
- ビリ犬（1988年 - 1989年、絵コンテ・演出）

1989年
- 青いブリンク（1989年 - 1990年、絵コンテ）
- ビリ犬なんでも商会（絵コンテ・演出）
- 機動警察パトレイバー（1989年 - 1990年、絵コンテ・演出）

1991年
- 絶対無敵ライジンオー（1991年 - 1992年、絵コンテ）
- 機甲警察メタルジャック（絵コンテ）

1992年
- ママは小学4年生（絵コンテ）

1993年
- 熱血最強ゴウザウラー（1993年 - 1994年、絵コンテ・演出）

1994年
- 覇王大系リューナイト（1994年 - 1995年、絵コンテ・演出）

1995年
- 新機動戦記ガンダムW（1995年 - 1996年、絵コンテ・演出）

1996年
- るろうに剣心 -明治剣客浪漫譚-（1996年 - 1998年、絵コンテ・演出）

1998年
- 銀河漂流バイファム13（絵コンテ・演出）
- EAT-MAN'98（絵コンテ・演出）

1999年
- 星方天使エンジェルリンクス （絵コンテ）

2000年
- 六門天外モンコレナイト（監督・絵コンテ）
- 犬夜叉（2000年 - 2004年、監督（2代目/第45話以降）・絵コンテ・演出）

2004年
- 焼きたて!!ジャぱん（2004年 - 2006年、監督・絵コンテ）

2006年
- 結界師（2006年 - 2008年、絵コンテ）

2007年
- ZOMBIE-LOAN（絵コンテ）

2008年
- テイルズ オブ ジ アビス（2008年 - 2009年、絵コンテ）

2009年
- 犬夜叉 完結編（2009年 - 2010年、監督・絵コンテ）

2010年
- SDガンダム三国伝 BraveBattleWarriors（2010年 - 2011年、絵コンテ）

2012年
- 夏色キセキ（絵コンテ）
- アイカツ!（絵コンテ）
- サザエさん（2012年 - 、演出）

2016年
- ぼのぼの（絵コンテ）
- アイカツスターズ!（2016年 - 2018年、絵コンテ）
- WASIMO（第4期、絵コンテ）

2019年
- アイカツオンパレード!（2019年 - 2020年、絵コンテ）

### 劇場アニメ
1979年
- ルパン三世 カリオストロの城（動画）

1981年
- じゃりン子チエ（動画）

1984年
- うる星やつら2 ビューティフル・ドリーマー（作画監督補）

1998年
- 新機動戦記ガンダムW Endless Waltz 特別篇（監督・絵コンテ・演出）

2000年
- 六門天外モンコレナイト〜伝説のファイアドラゴン〜（監督）

### OVA
1989年
- クレオパトラD.C.（演出）

1990年
- 機動警察パトレイバー（1990年 - 1992年、絵コンテ・演出）

1992年
- ウルフガイ（1992年 - 1993年、絵コンテ）

1993年
- 砂の薔薇 雪の黙示録（監督）

1997年
- 新機動戦記ガンダムW Endless Waltz（監督・絵コンテ・演出）

2008年
- It's a Rumic World 犬夜叉〜黒い鉄砕牙（監督）